# Vladimir Fedotov
Vladimir Grigoryevich Fedotov, em russo, Владимир Григорьевич Федотов (Moscou, 18 de janeiro de 1943 – Moscou, 29 de março de 2009) foi um futebolista russo,que jogou como atacante.

## Biografia
Filho de Grigoriy Fedotov, jogador de hóquei sobre o gelo, jogou apenas em uma equipe, o CSKA Moscou, de 1960 a 1975. Defendeu o clube do exército em 382 jogos (é o quinto jogador que mais disputou partidas pela equipe) e marcou 92 gols, média de 0,24 por jogo.
Pela Seleção Soviética, jogou entre 1970 e 1975 22 jogos, marcando 4 gols, média de 0,18 por jogo. No total, jogou 404 jogos e marcou 96 gols,média de 0,23 por jogo.

## Títulos
Como jogador
1964 Arilheiro da liga soviética (16 gols)
1970 Campeão da liga soviética
Como técnico
1982 Campeão Soviético

## Equipes geridas
1978-1980 CSKA Moscou (assistente)
1981-1982 SKA Rostov-on-don (técnico)
1984 CSKA Moscou (assistente)
1986-1987 SKA Rostov-on-don
1990-1992 Asmaral Moscou
1992-1993 Muharraq
1993 Spartak Vladikavkaz (gerente)
1994 Dynamo Moscow (assistente)
1995-1996 CSKA Moscou (assistente)
1998 Metallurg Lipetsk
1998-1999 Sokol Saratov
1999 Chernomorets Novorissiysk
2000 Levski Sofia
2001 Arsenal Tula
2002-2003 Spartak Moscou (assistente)
2003 Spartak Moscou (gerente)
2004 Spartak Moscou (diretor técnico e gerente)
2004-2006 Spartak Moscou (diretor esportivo)
2006 Spartak Moscou (Vice- presidente)
2006-2007 Spartak Moscou
2007-2008 Spartak Moscou (diretor esportivo)